# Albizia kalkora
Albizia kalkora — вид квіткових рослин родини бобові (Fabaceae).

## Поширення
Рослина поширена в Індії, В'єтнамі, М'янмі та Китаї на висоті 300—2200 м над рівнем моря.